# بالا تپه سنقرآباد
بالا تپه سنقر آباد مربوط به دوران‌های تاریخی پس از اسلام است و در شهرستان رزن، بخش قروه درجزین، روستای سنقر آباد واقع شده و این اثر در تاریخ ۲۳ شهریور ۱۳۸۲ با شمارهٔ ثبت ۱۰۱۱۸ به‌عنوان یکی از آثار ملی ایران به ثبت رسیده است.